# Lindsayskjeret
Lindsayskjeret eller Lindsay Reef är ett rev som ligger 400 meter nord-nordost om Kap Meteor på Bouvetön (Norge). Det kartlades först 1898 av en tysk expedition under ledning av Carl Chun. Den norske kaptenen Harald Horntvedt (1879–1946) kartlade på nytt revet i december 1927 under Norvegia-expeditionerna. Det namngavs efter kapten James Lindsay, en brittisk valfångare som var kapten på Swan. Tillsammans med kapten Thomas Hopper på skeppet Otter siktade de Bouvetön 1808.